# Pirttisaari (ö i Birkaland, Tammerfors, lat 61,77, long 23,73)
Pirttisaari är en ö i Finland. Den ligger i sjön Näsijärvi och i kommunen Ylöjärvi i den ekonomiska regionen Tammerfors och landskapet Birkaland, i den södra delen av landet, 190 km norr om huvudstaden Helsingfors. Öns area är 1,8 hektar och dess största längd är 220 meter i nord-sydlig riktning.